# Ascoidea
Ascoidea — рід грибів родини Ascoideaceae. Назва вперше опублікована 1891 року.

## Класифікація
До роду Ascoidea відносять 8 видів:
- Ascoidea africana
- Ascoidea asiatica
- Ascoidea corymbosa
- Ascoidea hylecoeti
- Ascoidea hylecoeti
- Ascoidea rubescens
- Ascoidea saprolegnioides
- Ascoidea tarda